# Nanhyanga
Nanhyanga è una circoscrizione mista (mixed ward) della Tanzania situata nel distretto di Tandahimba, regione di Mtwara. Conta una popolazione di 8 531 abitanti (censimento 2012).